# Ipó László (festő)
Ipó László (Felsőboldogfalva, 1911. március 4. – Székelykeresztúr, 1991. március 22.) erdélyi magyar festőművész. Ifj. Ipó László geológus apja.

## Életútja
Korán árvaságra jutott, édesapja az első világháborúban esett el. Mostohája nem nézte jó szemmel a rajz és festészet iránti lelkesedését, rendszeres büntetésben, bántalmazásban részesült miatta. Középiskolát Székelykeresztúron végezte (1926), ahol Daday Gerő festőművész volt a mestere. 
"Sokat tanultam Daday Gerő festőművésztől. Ő fedezett fel Székelykeresztúron, 1926-ban Ő indított el a csodaszép pályán. Két évig csak rajzolni tanított, de azt megtanította! Két év után Vass Albert hívott magához. Nála egy évig festettem. Innen Herceg Ferenc, marosvásárhelyi festőművész hívott magához, Dabóczi Józseffel. Itt két évig tanultam a falfestészetet, sokrétű tudnivalóit. És végül Pattantyús Károllyal dolgoztam egy nyarat Szovátán. Az öt jó-nevű művésznél töltött közel hat év után felkészülve léptem önálló életutamra, a festőművészet küzdelmes útjára... és... megérte! Szép volt." (id. Ipó László festőművész)  
Hűséges társa, örök szerelme, felesége, László Irma volt. Feleségem, az örök madonna című portréjában gyönyörködhetünk benne. Irmuskával 62 évig éltek példaértékű házasságban. Négy gyermekük született: Ipó Irma, Ipó Ibolya, ifj. Ipó László és Ipó György. 
"1954- től a Képzőművészek Országos Szövetségének tagja vagyok. Arcképeimből természetesen Romániában van a legtöbb de Magyarországra, Venezuelába, Kanadába, Spanyolországba, az NDK- ba és Belgiumba is eljutottak.
Székelykeresztúron élek, szeretem ezt a várost és úgy érzem, a város is szeret engem." (id. Ipó László festőművész)  
Székelykeresztúron volt első egyéni kiállítása (1936), megyei tárlatokon Marosvásárhelyen és Csíkszeredában vett részt (1953–67), a Homoródszentmártoni és Szárhegyi Művésztáborban dolgozott (1981). Bár egész életében albérletben élt, létrehozta a város legelső képtárát, mely 30 olajfestményből áll. Nagylelkű adománya 320 000 lej értékű (1982). A Molnár István Múzeumban 2017. november 3 óta újra látogatható az Ipó László Állandó Képtár. 
id. Ipó László művészete realista, környezetének lélektanilag hű emberábrázolásában rendkívülit alkotott!
Több mint 70 egyetemi professzor arcképét megfestette, miután Kolozsváron elnyerte az Orvosi Egyetem által meghirdetett pályázatot 1941-ben. A portrék közül Makkai Sándor író, püspök, Maksay Albert, Tavaszi Sándor, Nagy Géza, Imre Lajos és Gönczy Lajos professzorok portréi a Protestáns Teológia dísztermében, Kolozsváron, Victor Babes, Ion Cantacuzino, Gheorghe Marinescu, Mátyás Mátyás, Kopp Elemér professzorokról készült alkotások a Marosvásárhelyi Orvosi és Gyógyszerészeti Egyetem dísztermében láthatók. A Berde Károly orvosprofesszorról készült alkotása, mellyel a pályázatot elnyerte, ma Szegeden található az Orvosi Egyetemen.
A második. világháború kettétörte karrierjét. A termékeny kolozsvári évek után visszahúzódott Székelykeresztúrra, ahol 1944-ben véglegesen letelepedett és a város hűséges festője maradt haláláig. A festészet mellett a zene is érdeklődési körébe tartozott, 15 éven át ő volt az elsőhegedűse a keresztúri Filharmóniának, a mesterhegedűk faragásában is élen járt. Szám szerint négy hegedűt faragott a négy gyermekének. Ruha István hegedűművész mondotta: "Olyan melegen szól, mint amilyen Laci bácsi lelke volt." Versei, esszéi, önéletrajzi írásai is értékesek.
A város tisztviselőjeként is tevékenykedett. Tanárként pedig Szécsi András festőművész, Kiss László festőművész, Kiss Károly szobrászművész, Ughy István festőművész, Karácsony Ernő festőművész mind olyan személyek, akiket gyerekként, fiatal korukban tanított, támogatott.
Mint portréfestő megörökítette: Kelemen Lajost (1944), Gyallay Pap Sándor költőt és feleségét Elekes Juditot, Tompa Lászlót (1955, Székelyudvarhely Művelődési Ház tulajdona), Tomcsa Sándort (1961), György Dénest (1970, Székelykeresztúr, Ipó László Állandó Képtár), Molnár Istvánt (1976, Székelykeresztúr, Ipó László Állandó Képtár) is, megfestette Benedek Elek arcképét is (1979, Ipó László Állandó Képtár). De nem csak a híres közéleti személyiségekről festett élethű portrékat. Az egyszerű székely emberek életét és jellemét, küzdelmes sorsát is megfestette. A Számoló öreg, a Csemeték, a Viszonzás, a Szénégetőnő, a Szérűőr, a Rönkvontatók, Ebédre-hívás, Vadászmese és ki tudná felsorolni valamennyit, mind megannyi üzenet a jelen- és az utókor számára. 
Portréi mellett igen jelentősek kompozíciói: Székely tehetség, Tavaszi tüzek, Csemeték(Székelykeresztúr, Ipó László Állandó Képtár) , Boldogság (Székelykeresztúr, Ipó László Állandó Képtár), Mézeshetek (Székelykeresztúr, Ipó László Állandó Képtár), Búzamentés (Székelykeresztúr, Ipó László Állandó Képtár), Új ember születik (Székelykeresztúr, Ipó László Állandó Képtár), Rönkvontatás (Székelykeresztúr, Ipó László Állandó Képtár), Hazafelé a mezőről, Két világ (Székelykeresztúr, Ipó László Állandó Képtár). Jelentős tájképei: Az öreg bükk, Egyedül az Úr Istennel, Alkonyat a Nagyküküllőn, Patakrészlet jegenyékkel, Ősz az erdőben, Kedvenc horgászhelyem, Szépséges Szárhegy stb.
Az Ipó László Alapítvány tervezi a festészeti album kiadását, melyhez a fotók már elkészültek. ifj. Ipó Lászlót és László Miklós fotóművészt dicsérik.

## Emlékezete
1994-ben nevét viselő kulturális alapítványt hozott létre fia, ifj. Ipó László geológus mérnök, 30 lelkes tisztelőjével együtt, mint például: Molnár István múzeumalapító, Benyovszki Lajos akkori polgármester, Krisán József kultúrigazgató, dr. Búzás Árpád kutatómérnök,  Gálfalvi Sándor tanár, Pálfalvi Pál tanár stb.Az Ipó László Alapítvány ma is létezik, több száz tagot számlál. Tiszteletbeli tagjaink voltak: Sütő András író, Csiha Kálmán ref. püspök, Sinkovits Imre színész és sokan mások. 1995-ben emléktáblával jelölték meg azt a székelykeresztúri házat, amelyben élt és alkotott. Reményeink szerint emlékház is lesz ebben a házrészben. Addig is Hunyadi László szobrászművész féldomborműve hirdeti, az emléktáblák mellett, hogy volt Székelykeresztúrnak Ipó László festőművésze, akire büszke lehet!
ifj. Ipó László vezetése alatt emléktáblát helyezett el az alapítvány Márkos Albert zeneszerzőnek és Gyallay Pap Sándor költő tiszteletére is.
Az alapítvány szervezésében számos kiállítás nyílt, kultúrműsorral egybekötve: 2002. október 2-án Ipó László festő munkáiból emlékkiállítást nyitottak meg Marosvásárhelyen, a Kultúrpalotában. 2006-ban ugyancsak a Kultúrpalotában Mesterek, tanítványok, utódok című csoportos kiállítás keretében szerepeltek Ipó László alkotásai.1999- ben Kolozsváron, a Gy. Szabó Galériában, ekkor jött létre az alapítvány kolozsvári fiókja is. Az ünnepi gálaműsornak a Kolozsvári Állami Magyar Opera adott helyet.
2011- ben, a mester születésének 100. évfordulója alkalmából, Száz év, száz kép címmel szerveztünk gyűjteményes kiállítást. 
A vásárhelyi kiállítások alkalmából a művészt szakmailag méltatta Nagy Miklós Kund, marosvásárhelyi neves műkritikus. A megnyitón fiatal tehetségek is mondtak verset, muzsikáltak, mint pl. Gergely Balázs, mostanra hegedűművész, Orosz Dávid Gergő, mára már ő is zene akadémiát végzett, Vajda Gyöngyvér, aki azóta színésznő lett. 
Az alapítvány, Ipó László márciusi emléknapok címmel, több évben is kulturális rendezvénysorozatot tartott Székelykeresztúron. 
Ifj. Ipó László halála után de végakarata szerint lánya, Ipó Ildikó Imola vette át az Ipó László Alapítvány vezetését. 2015- ben emlékkiállítást szervezett Kolozsváron, a Bánffy- palotában. Ez alkalommal Viola Gábor színművész tolmácsolásában soha nem hallott Ipó László versek is elhangzottak. A művészt szakmailag méltatták: Alexandra Rus és Alexandra Sârbu művészettörténészek, valamint Ferenczy Miklós református lelkipásztor, a Gy. Szabó Béla hagyaték gondozója. A rendezvényt lírai hangversennyel is egybekötötték, mely a Szent Mihály templomban volt. Az id. Ipó László faragta mesterhegedűn Vincze Dallos Csilla játszott. Orgonán kísérte Miklós Noémi orgonaművész és Boros Edith operaénekes. A Kolozsvári Rádió és Televízió és készített felvételeket a rendezvényről. 2017. szeptember 19. és október 19. között Magyarország Főkonzulátusa Kolozsváron adott otthont az Ipó László festőművész alkotásainak. A kamaratárlat megnyitóján a művészt ez alkalommal Németh Júlia műkritikus méltatta. A rendezvény fő támogatója Mile Lajos főkonzul volt.
Az alapítvány 2017 decemberétől tehetségkutató munkába is kezdett. Céljai között szerepel a kimagaslóan tehetséges, társadalmilag hátrányos helyzetű gyermekek és fiatalok felkutatása és támogatása. A pályázatok célja felhívni a figyelmet az alkotó munka örömére is! 
www.ipolaszlo-org.webnode.hu

## Kiállításai
- 1999 • Kolozsvári Állami Magyar Opera, Kolozsvár (RO)
- 2002 • Emlékkiállítás, Kultúrpalota, Marosvásárhely (RO)
- 2010 • Kövesdombi Unitárius templom [Hegyi Józsa Margittal], Marosvásárhely (RO)
- 2011 • Centenáriumi kiállítás, Kultúrpalota, Marosvásárhely (RO).

### Válogatott csoportos kiállítások
- 2006 • Mesterek, tanítványok, utódok; Kultúrpalota, Marosvásárhely (RO)
- 2009 • JubilArts, Molnár István Múzeum, Székelykeresztúr (RO)
- 2011 • XX. századi erdélyi magyar festők a székelykeresztúri Molnár István Múzeum gyűjteményéből, Haáz Rezső Múzeum, Székelyudvarhely (RO) • Udvarhelyi retrospektív, Városi Könyvtár, Székelyudvarhely (RO) • Homoródi tájak, Reményik Sándor Galéria, Kolozsvár (RO).[4]

## Díjai, elismerései
- Székelykeresztúr díszpolgára (posztumusz díj a művész születésének 90. évfordulója alkalmából, 2001.)[5]